# Университет Кемён
Университет Кемён (кор. 계명대학교?, {{{2}}}?; англ. Keimyung University) — частный университет в третьем по величине городе Южной Кореи — Тэгу. Был основан в 1899 году. Девиз университета: «Во имя царства истины, справедливости и любви». Университет является членом Ассоциации христианских университетов и колледжей Азии (англ. Association of Christian Universities and Colleges in Asia, ACUCA).

## Структура и направления обучения
Университет состоит из трёх кампусов, которые расположены в городе Тэгу. Обучение проводится по 68 направлениям: в университете 13 факультетов магистратуры. В состав университета входят 34 аффилированных института, 17 исследовательских центров, в том числе медицинский центр Донгсан.

#### Направления обучения
Магистратура и аспирантура по направлениям спортивная индустрия, дошкольное образование, образование, бизнес, глобальное предпринимательство, политические исследования, теологическая школа, интеллектуальные транспортные средства.
Бакалавриат в области управления бизнесом, социальных наук, инженерных наук, образования, природных наук, фармацевтики, музыки, изобразительного искусства, гуманитарных науки и международных исследований.
Проводится обучение корейскому языку по краткосрочным программам.

#### Тестирование по русскому языку
Университет Кемён известен своей активной международной деятельностью, широким кругом общения с вузами всего мира. На протяжении многих лет сотрудничество между Кемён переросло в многогранное партнёрство, одним из основных направлений которого стало проведение Тестирования по русскому языку как иностранному (ТРКИ). На базе университета издаются различные учебники по русскому языку и литературе, пособия по подготовке к разным уровням тестирования.